# Complejo Deportivo de Tancheon
El Complejo Deportivo de Tancheon (en coreano: 탄천종합운동장) es un grupo de instalaciones deportivas ubicado en la ciudad de Seongnam, Gyeonggi, Corea del Sur. Dentro del recinto deportivo destaca el estadio Tancheon, para fútbol y competencias de atletismo, y el estadio Tancheon de béisbol.
El estadio posee una capacidad para 16,000 espectadores y ha albergado desde su inauguración en 2002 al Seongnam Football Club de la K-League, la liga coreana de fútbol.

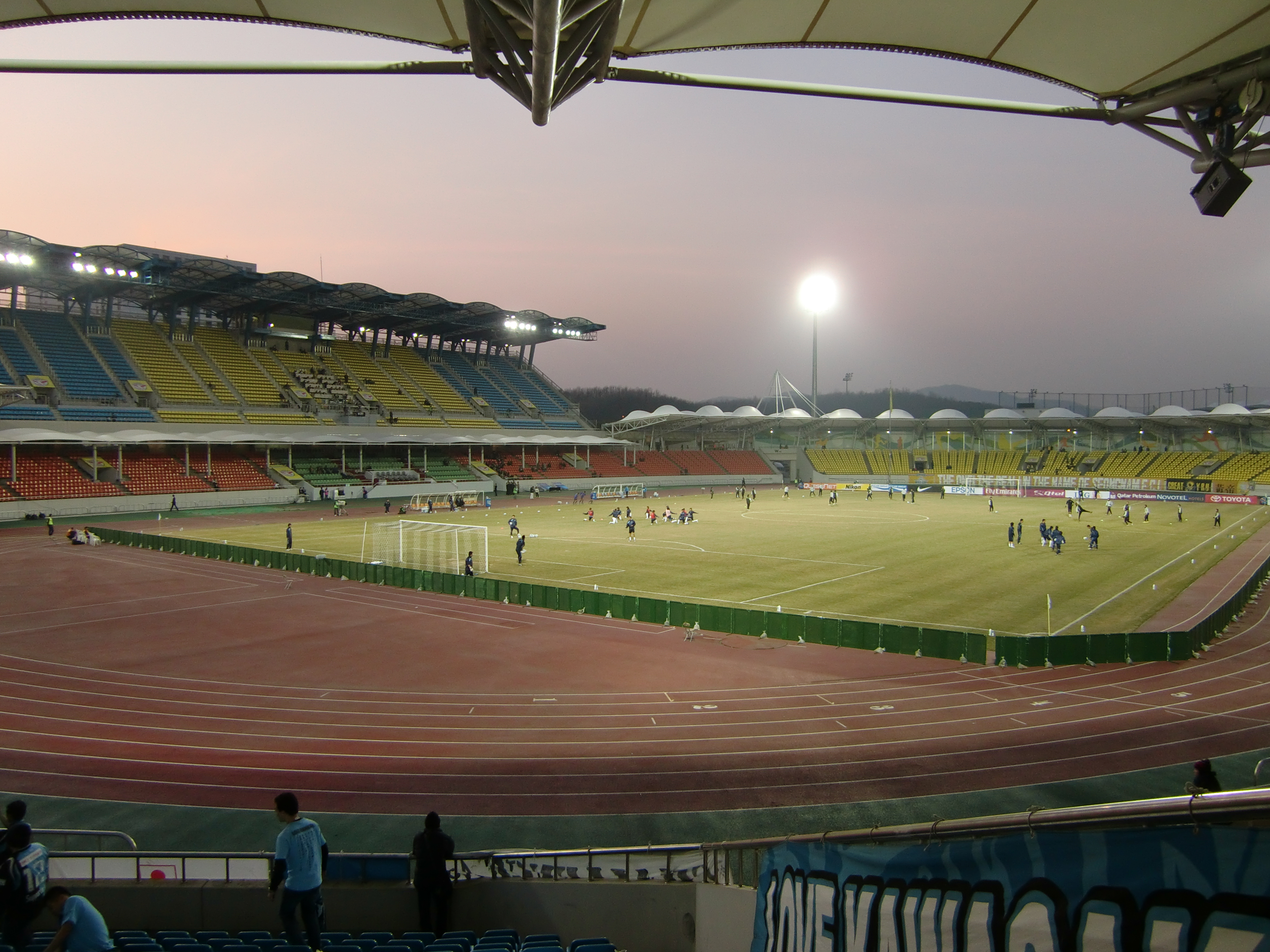
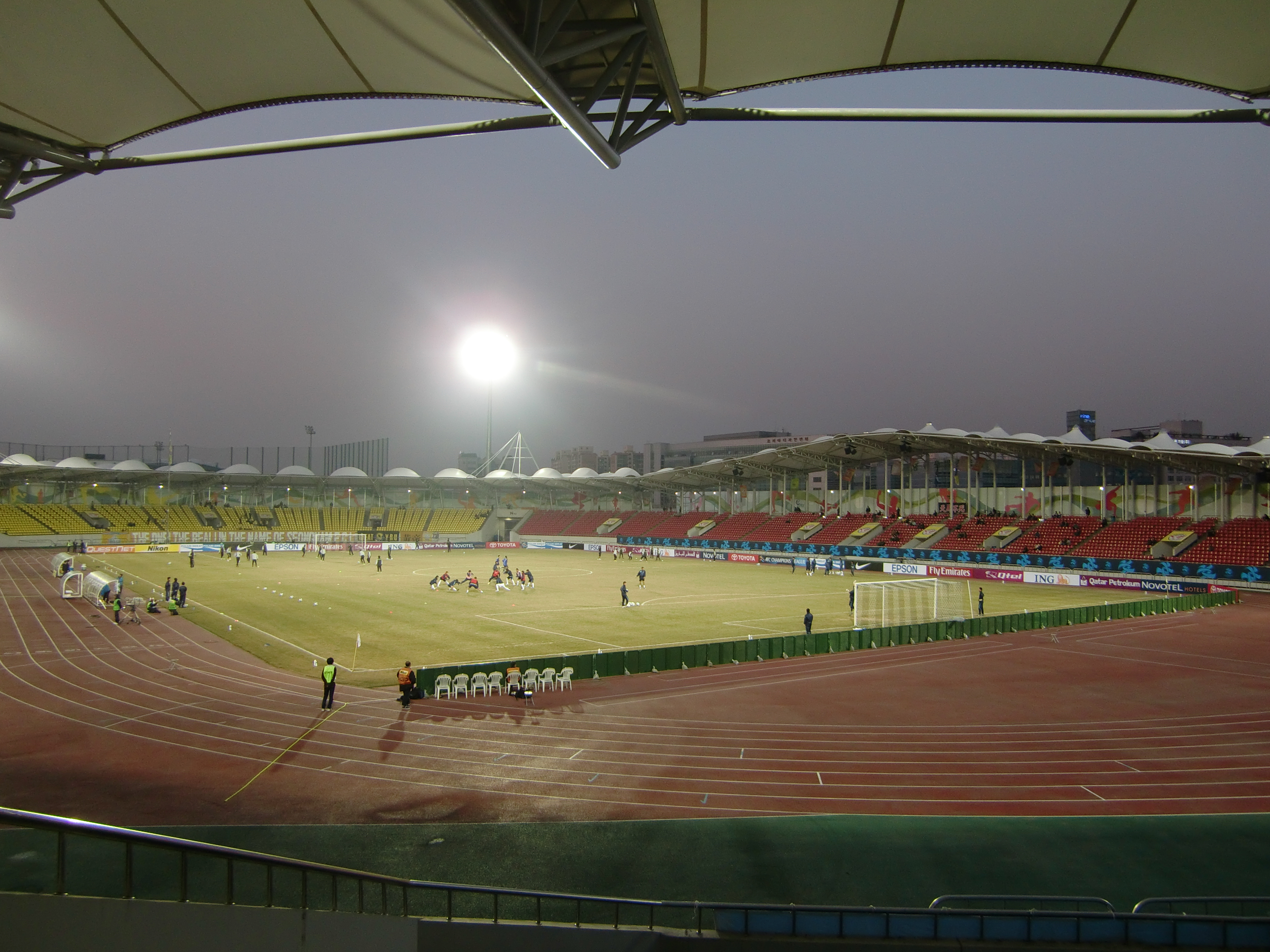